# George Westinghouse
 George Westinghouse, Jr. (Central Bridge, Nova York, 6 d'octubre de 1846 - id., 12 de març de 1914), inventor estatunidenc, va ser el principal responsable de l'adopció del corrent altern per al subministrament d'energia elèctrica als Estats Units, per la qual cosa va haver de vèncer l'aferrissada oposició del popular inventor Thomas Edison, partidari del corrent continu, que arribaria a finançar la invenció de la cadira elèctrica com a part d'aquest desacord. Va ser el que es va anomenar la guerra dels corrents.
Titular de més de quatre-centes patents, moltes d'aquestes relatives a la tecnologia dels transports, és famós també per un fre d'aire comprimit ideat el 1868, àmpliament aplicat als trens, i posteriorment transformat en automàtic. Aquest mateix any va crear la Westinghouse Air Brake Company. Va idear un sistema de tracció elèctrica de corrent altern monofàsic i alta tensió. Més tard, es va crear una llei que obligava les actuacions a incloure aquest tipus de frens.
El 1886, va fundar a Pittsburgh la Westinghouse Electric & Manufacturing Company, que va disposar en els primers anys amb la decisiva col·laboració del científic croat Nikola Tesla, i que es troba actualment al cim de la producció mundial d'electrodomèstics, a més de la qual cosa desenvolupa una notable activitat en el sector nuclear.
El 1911 Westinghouse va rebre la medalla Edison de l'Institut Americà d'Enginyers Elèctrics (AIEE) «Per èxits meritoris en relació amb el desenvolupament del sistema de corrent altern». Va fundar la Westinghouse Electric Corporation el 1886.

## Biografia
George Westinghouse va néixer el 1846 a Central Bridge, Nova York (vegeu George Westinghouse Jr. Birthplace and Boyhood Home), fill d'Emeline (Vedder) i George Westinghouse Sr., propietari d'un taller de màquines. Els seus avantpassats provenien de Westfàlia a Alemanya, que primer es van traslladar a Anglaterra i després van emigrar als EUA. El nom havia estat anglicitzat de Westinghausen.
Des de la seva joventut, Westinghouse tenia talent amb maquinària i negocis. En l'esclat de la Guerra Civil el 1862, Westinghouse, de 15 anys, es va allistar a la Guàrdia Nacional de Nova York i va servir fins que els seus pares el van instar a tornar a casa. L'any següent, va persuadir els seus pares perquè li permetessin tornar a allistar-se, després es va unir a la Companyia M de la 16a Cavalleria de Nova York i va obtenir la promoció al rang de caporal. El desembre de 1864 va dimitir de l'exèrcit per unir-se a la Marina, servint com a tercer ajudant d'enginyer en funcions a la canonera USS Muscoota fins al final de la guerra. Després de la seva baixa militar l'agost de 1865, va tornar amb la seva família a Schenectady i es va matricular a la Union College. Va perdre l'interès pel pla d'estudis i va abandonar el seu primer trimestre.
Westinghouse tenia 19 anys quan va crear el seu primer invent, una màquina de vapor rotativa. També va idear el Westinghouse Farm Engine. Als 21 anys va inventar un "reemplaçador de cotxes", un dispositiu per guiar els vagons de ferrocarril descarrilats cap a les vies, i un canvi d'agulles, un dispositiu utilitzat amb un interruptor de ferrocarril per guiar els trens a una de les dues vies.

## Frens d'aire

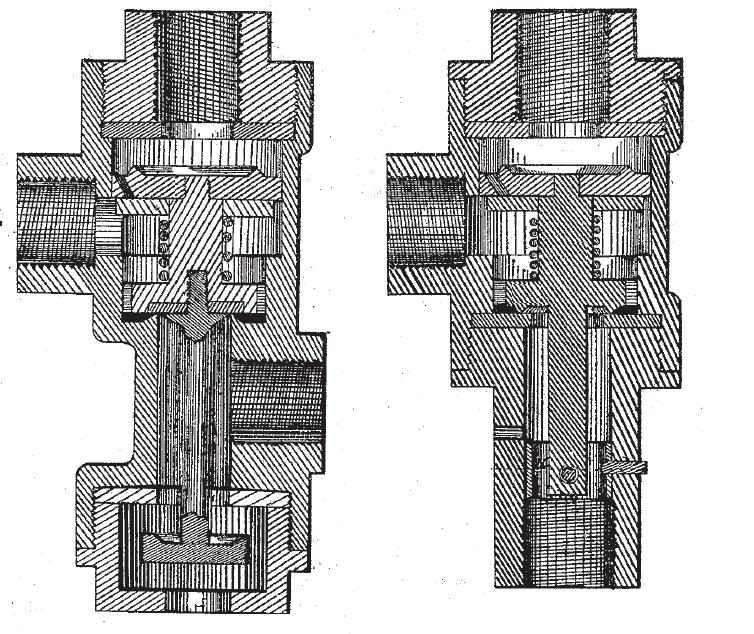
Fres d'aire i vapor de Westinghouse

En aquest moment, va ser testimoni d'un xoc de trens on dos enginyers es van veure, però no van poder aturar els seus trens a temps utilitzant els frens existents. Els freners havien de córrer de cotxe en cotxe, per passarel·les dalt dels cotxes, aplicant els frens manualment a cada cotxe.
El 1869, als 22 anys, Westinghouse va inventar un sistema de frenada de ferrocarril que utilitzava aire comprimit. El sistema de Westinghouse utilitzava un compressor a la locomotora, un dipòsit i una vàlvula especial a cada vagó, i una única canonada que recorre la longitud del tren (amb connexions flexibles) que reomplia els dipòsits i controlava els frens, permetent a l'enginyer aplicar. i alliberar els frens simultàniament a tots els cotxes. Es tracta d'un sistema de seguretat, ja que qualsevol ruptura o desconnexió a la canonada del tren aplicarà els frens a tot el tren. Va ser patentat per Westinghouse el 28 d'octubre de 1873.
Westinghouse va perseguir moltes millores en els senyals ferroviaris (que després utilitzaven llums d'oli). El 1881 va fundar la Union Switch and Signal Company per fabricar els seus invents de senyalització i commutació.

## Distribució d'energia elèctrica

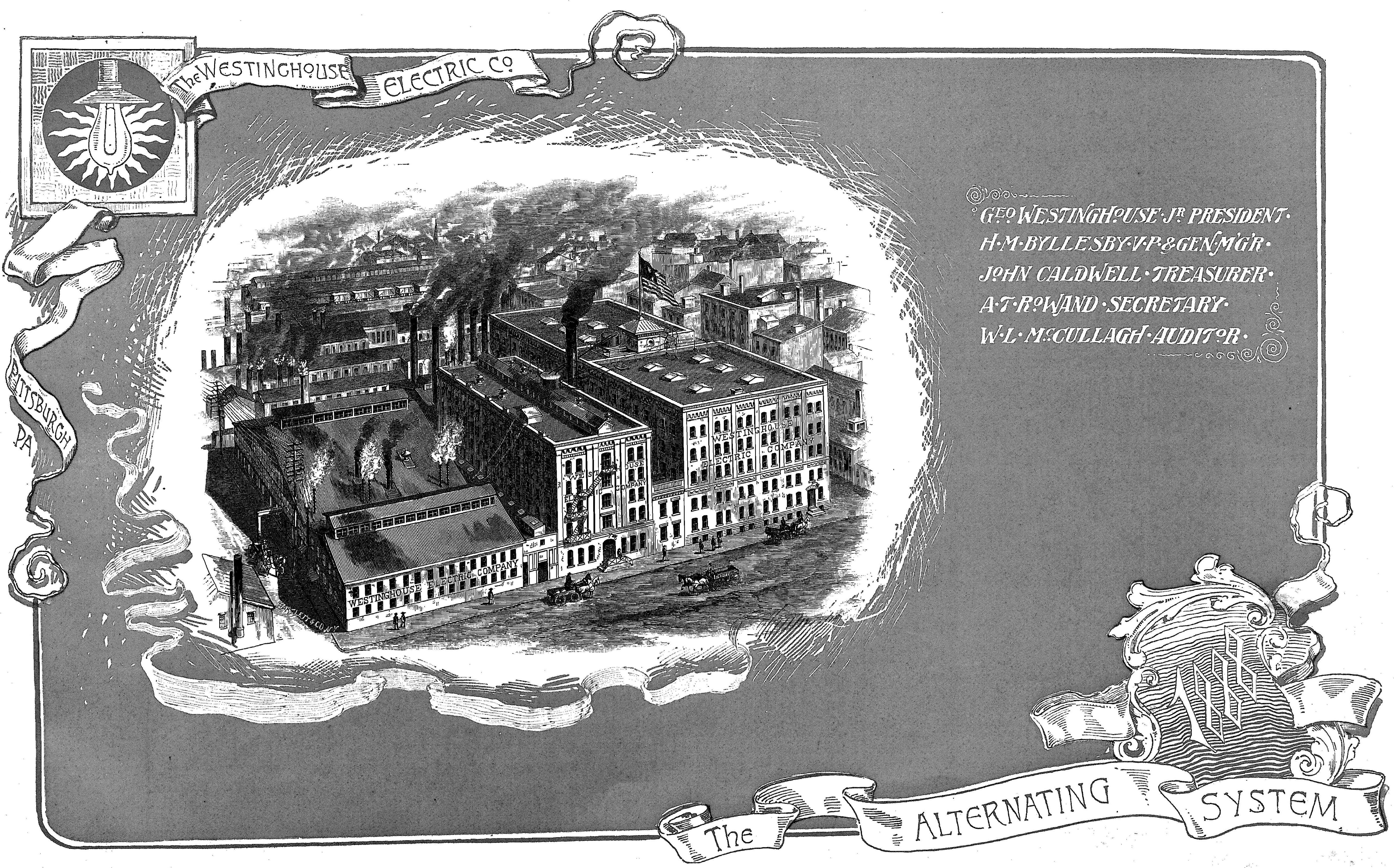
Catàleg de Westinghouse Electric Company 1888 que anuncia el seu "Sistema alternatiu"

Els interessos de Westinghouse per la distribució de gas i la commutació telefònica el van portar a interessar-se pel llavors nou camp de la distribució d'energia elèctrica a principis de la Dècada de 1880. La il·luminació elèctrica era un negoci en creixement amb moltes empreses que construïen sistemes d'enllumenat públic basats en il·luminació d'arc de corrent continu (DC) i corrent altern (AC). Al mateix temps, Thomas Edison estava llançant la primera utilitat elèctrica de corrent continu dissenyada per il·luminar llars i negocis amb la seva bombeta incandescent patentada. El 1884, Westinghouse va començar a desenvolupar el seu propi sistema d'il·luminació domèstic DC i va contractar el físic William Stanley per treballar-hi. Westinghouse va conèixer els nous sistemes europeus de corrent altern el 1885 quan va llegir sobre ells a la revista tècnica britànica Engineering. La CA tenia la capacitat de ser augmentada de tensió per un transformador per a la distribució i després baixada per un transformador per a l'ús dels consumidors, permetent a les grans centrals centralitzades subministrar electricitat a llarga distància a les ciutats amb poblacions més disperses. Això era un avantatge respecte als sistemes de corrent continu de baixa tensió comercialitzats per la companyia elèctrica de Thomas Edison, que tenia un rang limitat a causa dels baixos voltatges utilitzats. Westinghouse va veure el potencial de l'AC per aconseguir majors economies d'escala com una manera de construir un sistema veritablement competitiu en lloc de simplement construir un altre sistema d'il·luminació de corrent continu amb prou feines competitiu utilitzant patents prou diferents com per evitar les patents d'Edison.

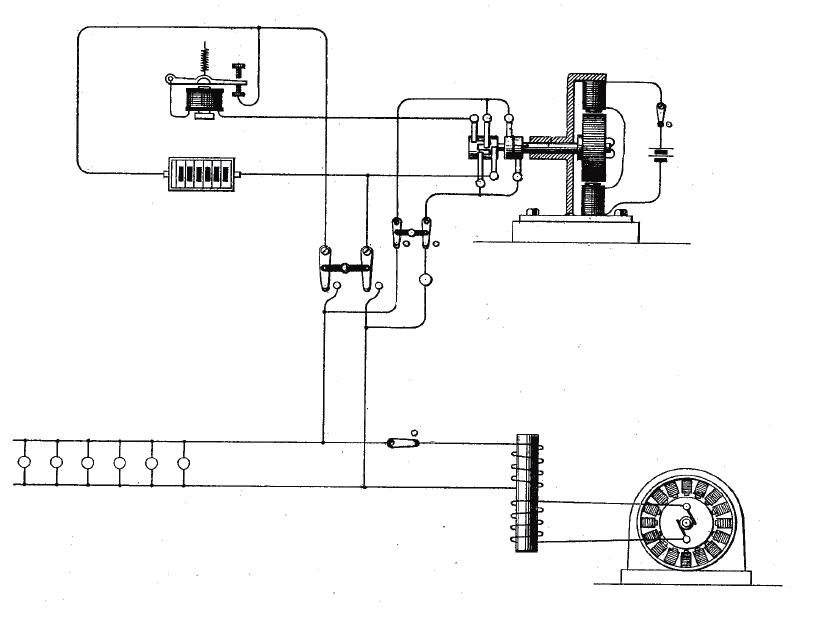
Patent de Westinghouse per a un sistema d'il·luminació de CA amb bateria de seguretat des de 1887

El 1885 Westinghouse va importar una sèrie de transformadors Gaulard-Gibbs i un generador de CA Siemens, per començar a experimentar amb xarxes de CA a Pittsburgh. Stanley, ajudat pels enginyers Albert Schmid i Oliver B. Shallenberger, va desenvolupar el disseny del transformador Gaulard-Gibbs en el primer transformador pràctic. El 1886, amb el suport de Westinghouse, Stanley va instal·lar el primer sistema d'alimentació CA de voltatge múltiple a Great Barrington, Massachusetts, un sistema d'il·luminació de demostració impulsat per un generador hidroelèctric que produïa 500 volts CA reduït a 100 volts. volts per encendre bombetes incandescents a les llars i empreses. Aquest mateix any, Westinghouse va formar la " Westinghouse Electric & Manufacturing Company ";

### Guerra de corrents
L'empresa Westinghouse va instal·lar 30 sistemes d'il·luminació de CA més en un any i a finals de 1887 tenia 68 centrals elèctriques de corrent altern a les 121 estacions de corrent continu d'Edison. Aquesta competència amb Edison va conduir a finals de la Dècada de 1880 al que s'ha anomenat la Guerra dels corrents amb Thomas Edison i la seva empresa unint-se amb una percepció pública generalitzada que els alts voltatges utilitzats en la distribució de CA eren insegurs. Edison fins i tot va suggerir que s'utilitzi un generador de CA Westinghouse a la nova cadira elèctrica de l'estat de Nova York. Westinghouse també va haver de tractar amb un rival AC, la Thomson-Houston Electric Company, que havia construït 22 centrals elèctriques a finals de 1887 i el 1889 havia comprat un altre competidor, la Brush Electric Company. Thomson-Houston estava ampliant el seu negoci mentre intentava evitar conflictes de patents amb Westinghouse, organitzant acords com arribar a acords sobre el territori de l'empresa d'il·luminació, pagar una regalia per utilitzar la patent del transformador Stanley i permetre a Westinghouse utilitzar la seva patent de bombetes incandescents Sawyer-Man. L'empresa Edison, en connivència amb Thomson-Houston, va aconseguir l'any 1890 que la primera cadira elèctrica fos alimentada amb un generador de CA Westinghouse, la qual cosa va obligar Westinghouse a intentar bloquejar aquesta mudança contractant el millor advocat del dia per defensar (sense èxit) William Kemmler, el primer home previst per morir a la cadira. La Guerra dels corrents va acabar amb financers, com JP Morgan, empenyent Edison Electric cap a AC i expulsant Thomas Edison. El 1892 la companyia Edison es va fusionar amb la Thomson-Houston Electric Company per formar General Electric, un conglomerat amb el consell de Thomson-Houston al control.

### Desenvolupament i competència
Durant aquest període, Westinghouse va continuar abocant fons i recursos d'enginyeria amb l'objectiu de construir un sistema de CA completament integrat: obtenir la làmpada Sawyer-Man comprant Consolidated Electric Light, desenvolupant components com ara un mesurador d'inducció i obtenint els drets. a l'inventor del motor d'inducció de CA sense escombretes de Nikola Tesla juntament amb patents per a un nou tipus de distribució d'energia elèctrica, corrent altern polifàsic. L'adquisició d'un motor de CA factible va donar a Westinghouse una patent clau per al seu sistema, però la tensió financera de comprar patents i contractar els enginyers necessaris per construir-lo va fer que el desenvolupament del motor de Tesla s'hagués de suspendre durant un temps.
El 1890 l'empresa de Westinghouse estava en problemes. El proper col·lapse del Barings Bank a Londres va provocar el pànic financer de 1890, fent que els inversors reclamessin els seus préstecs. La sobtada escassetat d'efectiu va obligar l'empresa a refinançar els seus deutes. Els nous prestadors van exigir que Westinghouse reduís el que semblava una despesa excessiva en l'adquisició d'altres empreses, investigació i patents.

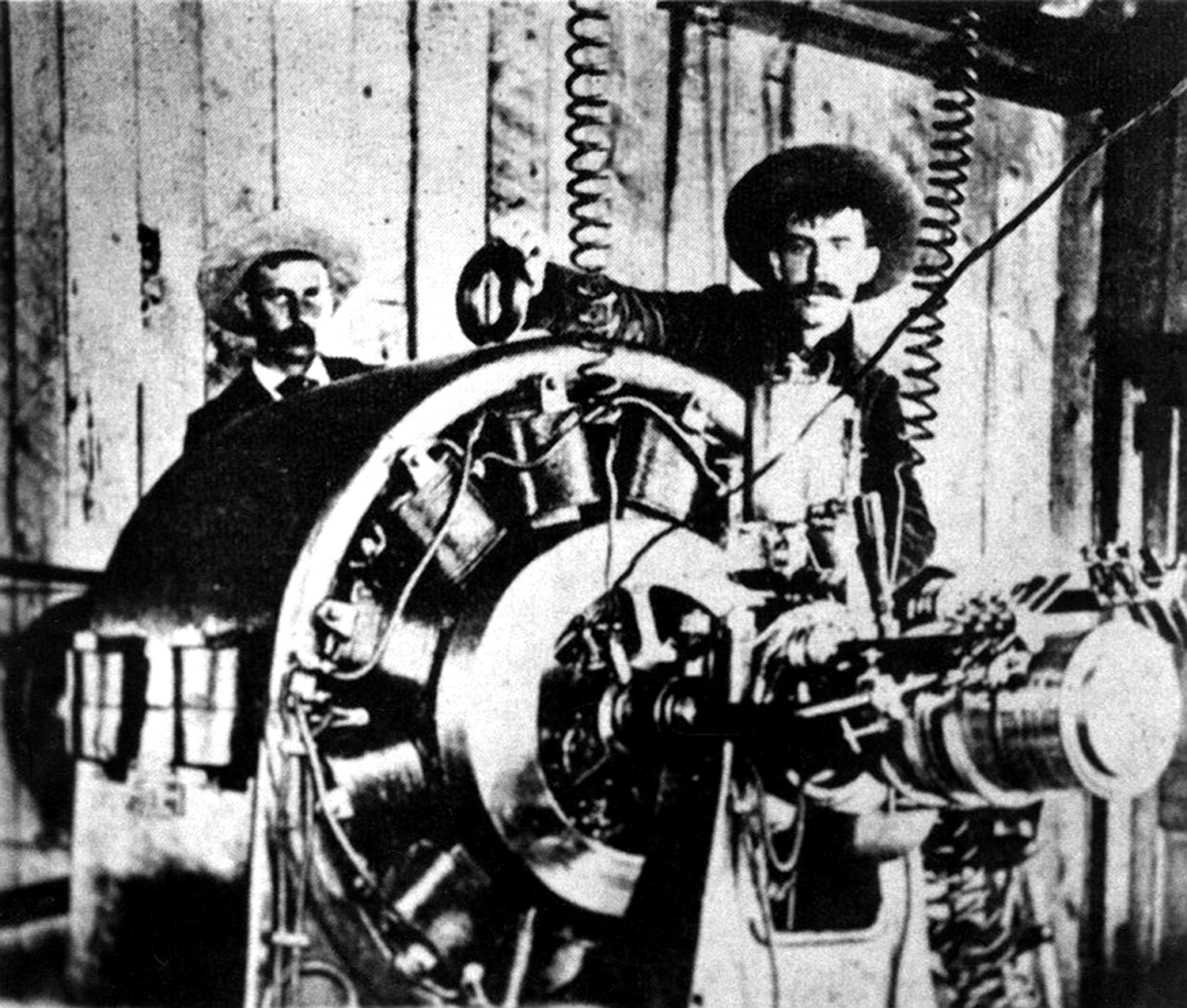
Obrers amb un dels dos alternadors de Westinghouse utilitzats a la instal·lació de corrent alterna hidroelèctrica d'Ames

El 1891 Westinghouse va construir una central hidroelèctrica de CA, la planta de generació hidroelèctrica d'Ames prop d'Ophir, Colorado. La planta va subministrar energia a la mina Gold King a 3,5 milles de distància. Aquesta va ser la primera demostració reeixida de transmissió a llarga distància de potència de corrent altern de grau industrial i va utilitzar dos alternadors de 100 hp Westinghouse, un que funciona com a generador produint 3000 volts, 133 hertz, CA monofàsica, i l'altre utilitzat com a motor de CA. A principis de 1893, l'enginyer de Westinghouse, Benjamin Lamme, havia fet un gran progrés desenvolupant una versió eficient del motor d'inducció de Tesla i Westinghouse Electric va començar a marcar el seu sistema de CA polifàsic complet com el "Sistema polifàsic de Tesla", anunciant que les patents de Tesla els donaven prioritat a la patent sobre altres sistemes de CA. i les seves intencions de demandar als infractors de patents.
El 1893, George Westinghouse va guanyar la licitació per encendre l'Exposició Mundial de Columbia de 1893 a Chicago amb corrent altern, amb una licitació lleugerament inferior a General Electric per aconseguir el contracte. Aquesta Fira Mundial va dedicar un edifici a exposicions d'electricitat. Va ser un esdeveniment clau en la història de l'alimentació de CA, ja que Westinghouse va demostrar la seguretat, la fiabilitat i l'eficiència d'un sistema de corrent altern totalment integrat al públic nord-americà.

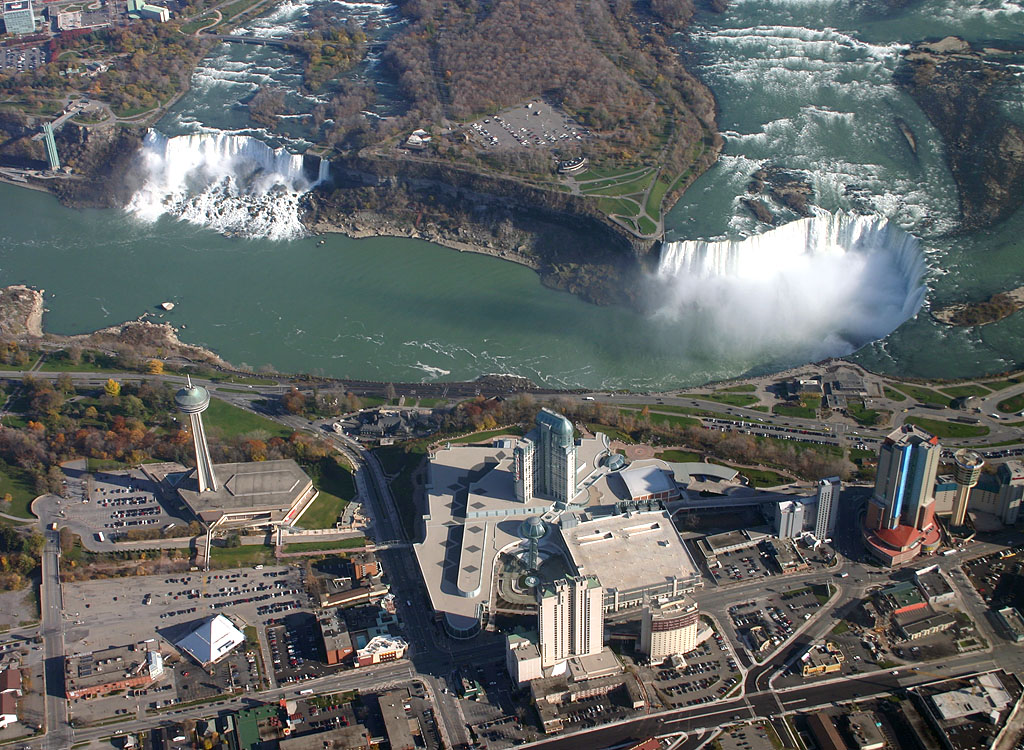
Vista aèria de les Cascades del Niàgara, amb les cascades americanes a l'esquerra i les cascades canadenques de la ferradura a la dreta

La demostració de Westinghouse que podien construir un sistema complet de CA a la Columbian Exposition va ser fonamental per aconseguir el contracte per a la construcció d'un sistema de generació de CA de dues fases, l’Adams Power Plant, a les Cascades del Niàgara el 1895. Paral·lelament, es va adjudicar a General Electric un contracte per a la construcció del sistema de distribució de CA trifàsic que el projecte necessitava. A principis i mitjans de la Dècada de 1890, General Electric, amb el suport del financer JP Morgan, va participar en costosos intents d'adquisició i batalles de patents amb Westinghouse Electric. La competència va ser tan costosa que es va signar un acord per compartir patents entre les dues empreses el 1896.

## Altres projectes
El 1889, Westinghouse va comprar diverses propietats mineres a les muntanyes de la Patagònia del sud-est d’Arizona i va formar la Duquesne Mining & Reduction Company. Un any més tard va fundar el que ara és la ciutat fantasma de Duquesne per utilitzar-lo com a seu de la seva empresa. Vivia en una gran casa d'estructura victoriana, que encara està en peu, però en mal estat. Duquesne va créixer a més de 1.000 habitants i la mina va assolir la seva producció màxima a mitjans dels anys 1910.
Amb l'expansió de les xarxes de CA, Westinghouse va centrar la seva atenció en la producció d'energia elèctrica. Al principi, les fonts de generació disponibles eren les hidroturbines on hi havia aigua que caiguda, i les màquines de vapor alternades on no hi havia. Westinghouse va considerar que les màquines de vapor alternatius eren maldestres i ineficients, i volia desenvolupar una classe de motors "rotatius" que fossin més elegants i eficients.
Un dels seus primers invents havia estat una màquina de vapor rotativa, però s'havia mostrat poc pràctic. L'enginyer britànic Charles Algernon Parsons va començar a experimentar amb turbines de vapor el 1884, començant amb una potència de 10 cavalls (7,5 kW) per turbina. Westinghouse va comprar els drets de la turbina Parsons el 1885, va millorar la tecnologia Parsons i va augmentar la seva escala.

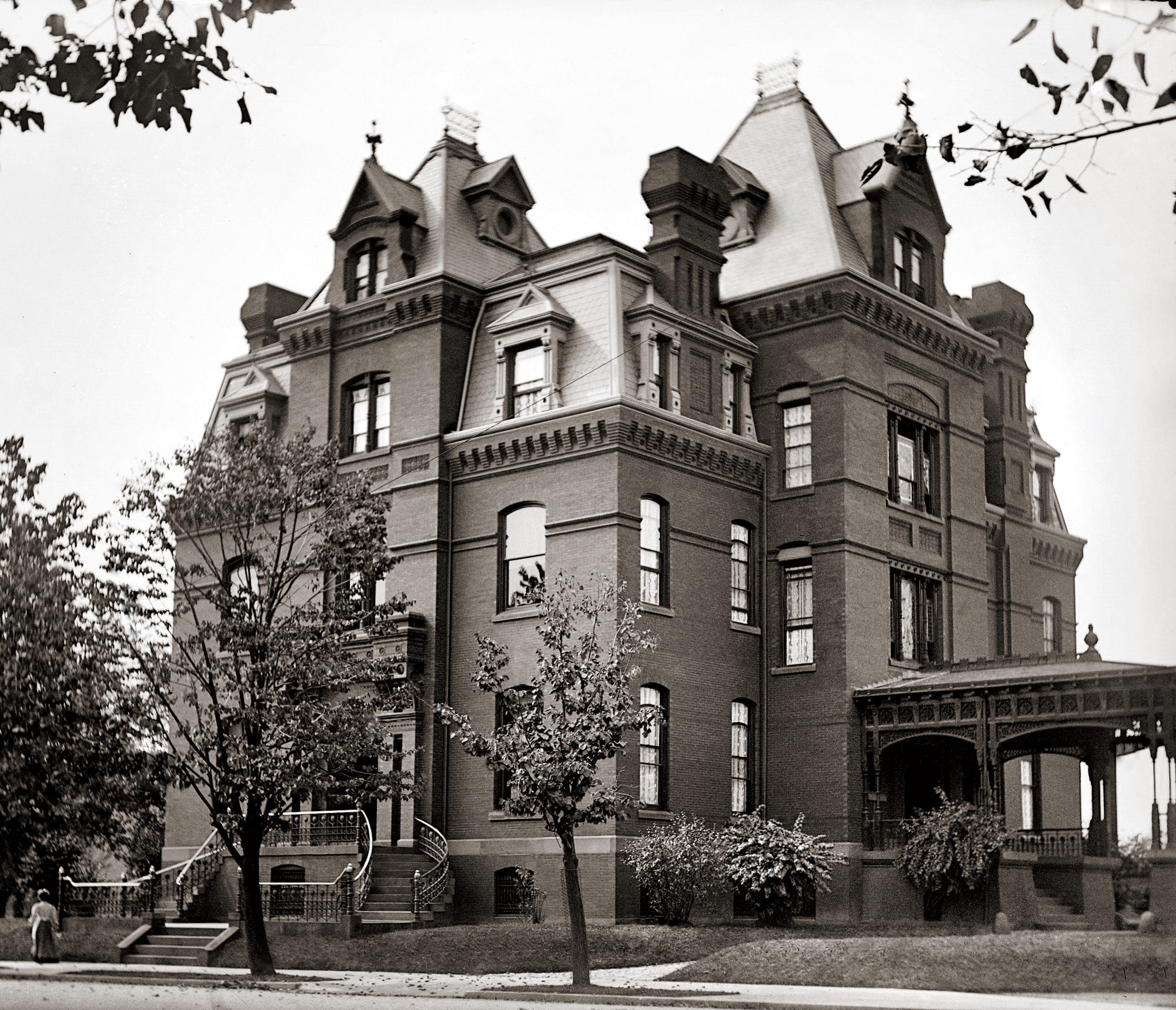
La residència de George Westinghouse a Washington DC, de 1901 a 1914

El 1898 Westinghouse va mostrar una unitat de 300 kW, substituint els motors alternatius a la seva fàbrica de frens d'aire. L'any següent va instal·lar una unitat de 1,5 megawatts, de 1200 rpm per a la Hartford Electric Light Company.
Westinghouse va desenvolupar llavors turbines de vapor per a la propulsió marítima. Les turbines grans eren més eficients al voltant de 3.000 rpm, mentre que una hèlix eficient funcionava a uns 100 rpm. Això requeria un engranatge de reducció, però la construcció d'engranatges de reducció que poguessin funcionar a altes rpm i a gran potència era difícil, ja que una lleugera desalineació sacsejaria el tren de potència a trossos. Westinghouse i els seus enginyers van idear un sistema d'alineació automàtica que va fer que la potència de la turbina fos pràctica per a grans vaixells.
Westinghouse es va mantenir productiu i inventiu gairebé tota la seva vida. Com Edison, tenia una veta pràctica i experimental. En un moment, Westinghouse va començar a treballar en bombes de calor que podien proporcionar calefacció i refrigeració.
Westinghouse buscava una màquina de moviment perpetu, i el físic britànic Lord Kelvin, un dels corresponsals de Westinghouse, li va dir que violaria les lleis de la termodinàmica. Westinghouse va respondre que podria ser el cas, però si no pogués construir una màquina de moviment perpetu, encara tindria un sistema de bomba de calor que podria patentar i vendre.
Amb la introducció de l'automòbil després del canvi de segle, Westinghouse va tornar a invents anteriors i va idear un amortidor d'aire comprimit per a suspensions d'automòbil.

## Vida personal, últims anys i mort

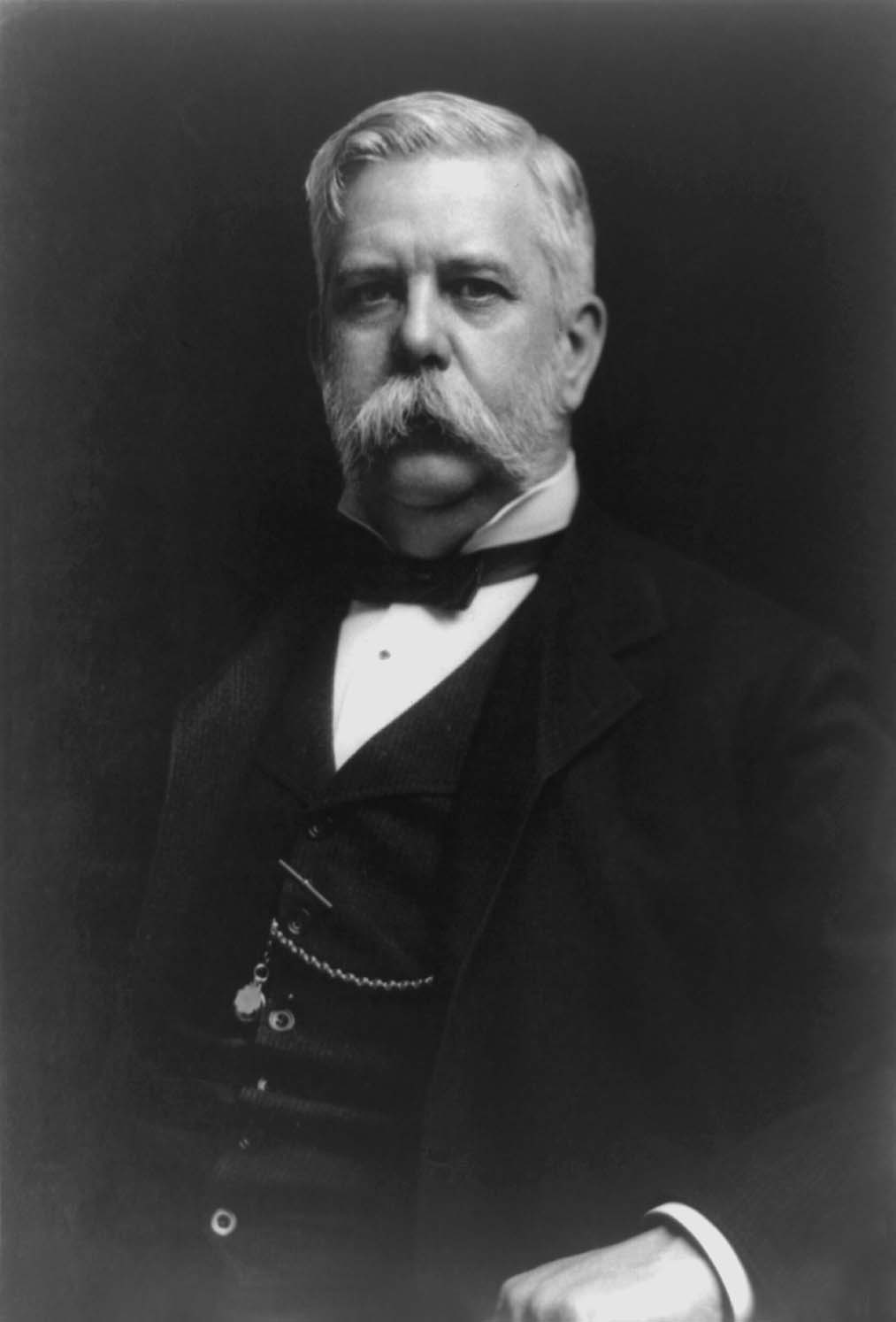
George Westinghouse, c. 1906

El 1867, Westinghouse va conèixer i aviat es va casar amb Marguerite Erskine Walker. Van estar casats durant 47 anys, i van tenir un fill, George Westinghouse III, que va tenir sis fills.
Westinghouse va romandre capità de la indústria nord-americana fins al 1907, quan el pànic financer de 1907 va portar a la seva dimissió del control de la companyia Westinghouse. El 1911, ja no estava actiu en els negocis i la seva salut estava en declivi.
George Westinghouse va morir el 12 de març de 1914 a la ciutat de Nova York als 67 anys. Va ser enterrat inicialment al cementiri de Woodlawn, Bronx, Nova York i després el van treure el 14 de desembre de 1915. Com a veterà de la Guerra Civil, va ser enterrat al Cementiri nacional d'Arlington, juntament amb la seva dona Marguerite, que li va sobreviure tres mesos. També havia estat enterrada inicialment a Woodlawn i remoguda i re-enterrada al mateix temps que George.

## Relacions laborals
Una setmana laboral de sis dies era la regla quan George Westinghouse va inaugurar el primer dissabte mig festiu a la seva fàbrica de Pittsburgh el 1881.

## Honors i premis
El 1918, la seva antiga casa, Solitude, va ser arrasada i la terra va ser donada a la ciutat de Pittsburgh per establir Westinghouse Park. El 1930, el Westinghouse Memorial, finançat pels seus empleats, es va col·locar al Schenley Park a Pittsburgh. També anomenat en el seu honor, George Westinghouse Bridge es troba a prop del lloc de la seva planta de Turtle Creek. La seva placa diu:
| EN GOSADIA DE CONCEPCIÓ, EN GRANDESA I EN UTILITAT PER A LA HUMANITAT AQUEST PONT TIPIFICA EL CARÀCTER I LA CARRERA DE GEORGE WESTINGHOUSE 1846–1914 EN HONOR DEL QUI VA DEDICAR 10 DE SETEMBRE DE 1932 |

El lloc de naixement i la casa de la infància de George Westinghouse Jr. a Central Bridge, Nova York, va ser inclòs al Registre Nacional de Llocs Històrics el 1986.
El 1989, Westinghouse va ser inclòs al National Inventors Hall of Fame.